# Nemanja Đurišić
Nemanja Đurišić (in montenegrino Немања Ђуришић; Podgorica, 23 febbraio 1992) è un cestista montenegrino.

## Carriera
Con il Montenegro ha disputato i Campionati europei del 2017.

## Palmarès
- Campionato polacco: 2

Zielona Góra: 2015-16, 2016-17
- Campionato belga: 1

Ostenda: 2018-19
- Coppa di Polonia: 1

Zielona Góra: 2017
- Supercoppa polacca: 2

Zielona Góra: 2015
Stal Ostrów Wiel: 2022
- Supercoppa del Belgio: 1

Ostenda: 2018
- Copa Princesa de Asturias: 1

Estudiantes: 2022